# Amt Friedrichsaue
Das Amt Friedrichsaue war ein kurfürstlich-brandenburgisches bzw. später königlich-preußisches Domänenamt, das 1743 durch Abtrennung vom geringfügig älteren Amt Wollup gebildet worden war. Das Gebiet des Amtes lag im Gebiet der heutigen Gemeinde Zechin und der Stadt Seelow im Landkreis Märkisch-Oderland (Brandenburg). Es umfasste um 1800 vier Orte und wurde 1872 aufgelöst.

## Geschichte
Das Amt Friedrichsaue entstand mittelbar aus dem weltlichen Besitz des Bischofs von Lebus. Nach dem Tod des letzten Bischofs von Lebus, Johann VIII. Horneburg, im Jahr 1555 wurde der Bischofsstuhl zunächst vom evangelischen Administrator des Erzstiftes Magdeburg, Joachim Friedrich von Brandenburg, verwaltet. Nachdem Joachim Friedrich Kurfürst von Brandenburg geworden war, löste er das Bistum Lebus auf, zog den Lebuser Stiftsbesitz ein und wandelte ihn in zwei kurfürstliche Domänenämter um (Amt Lebus und Amt Fürstenwalde). 1731 wurde davon das Amt Wollup abgespalten. 1743 wurde vom Amt Wollup das Amt Friedrichsaue abgetrennt. Nur ein Jahr später, 1744, wurde ein weiterer Teil vom Amt Wollup abgeteilt und das Amt Kienitz geschaffen. Das Amt Friedrichsaue gehörte in der Behördenstruktur zur Kurmärkischen Kriegs- und Domänenkammer mit Sitz in Berlin.

## Zugehörige Orte
Um 1800 wurden vier Dörfer durch das Amt Friedrichsaue verwaltet.
- Friedrichsaue (Ortsteil der Gem. Zechin). Das Vorwerk wurde 1723/4 im Amtsgebiet des Amtes Lebus gegründet worden. 1731 kam es zum Amt Wollup und wurde 1743 zum Amtssitz des neugeschaffenen Amtes Friedrichsaue bestimmt. 1805 hatte das Amtssitzvorwerk 90 Einwohner. Im Ort wohnten verschiedene Handwerker, darunter auch ein Schmied.
- Genschmar (Ortsteil der Gemeinde Bleyen-Genschmar). Genschmar gehörte im Mittelalter zum Lebuser Stiftsbesitz und wurde mit der Säkularisation 1598 zunächst dem Amt Lebus zugewiesen, 1731 dem Amt Wollup und 1743 dem Amt Friedrichsaue. Das Dorf hatte 1805 479 Einwohner. Im Dorf gab es eine Schmiede und einen Krug sowie eine Unterförsterei des Wollupschen Forstreviers.
- Alt Langsow (Gemeindeteil von Werbig, einem Ortsteil der Stadt Seelow). Alt Langsow gehörte im Mittelalter wie Genschmar und Werbig zum Lebuser Stiftsbesitz und kam mit diesem 1598 zunächst zum Amt Lebus, 1731 zum Amt Wollup und 1743 zum Amt Friedrichsaue. Es hatte 1805 263 Einwohner; im Dorf gab es einen Radmacher, einen Schmied, Krug und Windmühle.
- Werbig (Ortsteil der Stadt Seelow). Werbig gehörte im Mittelalter wie Genschmar und Alt Langsow zum Besitz des Lebuser Stifts und kam bei der Säkularisation des Bistums Lebus 1598 zunächst zum Amt Lebus, 1731 zum Amt Wollup und 1743 zum Amt Friedrichsaue. 1805 hatte der Ort 181 Einwohner. Im Dorf gab es eine Schmiede und ein Krug.
- Wilhelminenhof (Gemeindeteil im Ortsteil Genschmar, Gem. Bleyen-Genschmar). Das Vorwerk hatte neun Einwohner.

Das Amt hatte 1805 1022 Einwohner. 1839 wurde das Amt Sachsendorf mit dem Amt Friedrichsaue vereinigt; der Amtssitz verblieb in Friedrichsaue. 1872 wurde das Amt Friedrichsaue aufgelöst.

## Pächter und Amtleute
- 1744 Crüger, Kriegsrat[3]
- 1775 Gottlob Wilhelm Habermaaß, Amtsrat[4]
- 1796–1824 Carl Friedrich Lehmann[5]
- 1828 Menzel, Oberamtmann[6]
- 1832–1834 Hoffmann (Friedrichsaue war Rentamt und wurde zusammen mit den Ämtern Golzow, Kienitz, Sachsendorf und Wollup von Küstrin aus verwaltet)[7][8]
- 1836–1855 Preuß, Oberamtmann (war wieder Pachtamt)[9][10]
- 1856–1868 Frau Witwe Preuß[11][12]
- 1872 Preuß[13]

## Belege